# Andreas Kröhler
Andreas Kröhler (* 1. November 1966) ist ein ehemaliger deutscher Fußballspieler.
Kröhler spielte von 1988 bis 1996 für die Amateure des 1. FC Kaiserslautern. 1991/92 kam er zudem zu zwei Bundesligaeinsätzen, einem Pokaleinsatz gegen den SC 08 Bamberg (1:0) im Achtelfinale am 25. September 1991 und einem Spiel im Europapokal der Landesmeister gegen den FK Etar Weliko Tarnowo (2:0) in der ersten Runde am 17. September 1991 für die Profimannschaft.
1996/97 war er für den VfR Grünstadt aktiv und wechselte anschließend zu Wormatia Worms. Mit Wormatia stieg er in seiner ersten Saison aus der Verbandsliga Südwest in die Oberliga Südwest auf, konnte dort aber bis Oktober 1998 nur drei Spiele absolvieren und wurde durch eine Verletzung Sportinvalide.